# Sunam
Sunam é uma cidade  no distrito de Sangrur, no estado indiano de Punjab.

## Geografia
Sunam está localizada a 30° 08′ N, 75° 48′ L. Tem uma altitude média de 231 metros (757 pés).

## Demografia
Segundo o censo de 2001, Sunam tinha uma população de 51,024 habitantes. Os indivíduos do sexo masculino constituem 53% da população e os do sexo feminino 47%. Sunam tem uma taxa de literacia de 62%, superior à média nacional de 59.5%: a literacia no sexo masculino é de 66% e no sexo feminino é de 57%. Em Sunam, 13% da população está abaixo dos 6 anos de idade.